# National Rugby League 2000
La National Rugby League de 2000 fue la 93.ª edición del torneo de rugby league más importante de Australia y Nueva Zelanda.

## Formato
Los clubes se enfrentaron en una fase regular de todos contra todos, los ocho equipos mejor ubicados al terminar esta fase clasificaron a la postemporada.
Se otorgaron 2 puntos por el triunfo, 1 por el empate y ninguno por la derrota.

## Desarrollo

### Tabla de posiciones
| Pos. | Equipo                        | Encuentros | Encuentros | Encuentros | Encuentros | Tantos | Tantos | Tantos | Puntos |
| Pos. | Equipo                        | PJ         | PG         | PE         | PP         | F      | C      | Dif    | Puntos |
| ---- | ----------------------------- | ---------- | ---------- | ---------- | ---------- | ------ | ------ | ------ | ------ |
| 1    | Brisbane Broncos              | 26         | 18         | 2          | 6          | 696    | 388    | +308   | 38     |
| 2    | Sydney Roosters               | 26         | 16         | 0          | 10         | 601    | 520    | +81    | 32     |
| 3    | Newcastle Knights             | 26         | 15         | 1          | 10         | 686    | 532    | +154   | 31     |
| 4    | Canberra Raiders              | 26         | 15         | 0          | 11         | 506    | 479    | +27    | 30     |
| 5    | Penrith Panthers              | 26         | 15         | 0          | 11         | 573    | 562    | +11    | 30     |
| 6    | Melbourne Storm               | 26         | 14         | 1          | 11         | 672    | 529    | +143   | 29     |
| 7    | Parramatta Eels               | 26         | 14         | 1          | 11         | 476    | 456    | +20    | 29     |
| 8    | Cronulla-Sutherland Sharks    | 26         | 13         | 0          | 13         | 570    | 463    | +107   | 26     |
| 9    | St. George Illawarra Dragons  | 26         | 12         | 0          | 14         | 576    | 656    | -80    | 24     |
| 10   | Wests Tigers                  | 26         | 11         | 2          | 13         | 519    | 642    | -123   | 24     |
| 11   | Canterbury-Bankstown Bulldogs | 26         | 10         | 1          | 15         | 469    | 553    | -84    | 21     |
| 12   | Northern Eagles               | 26         | 9          | 0          | 17         | 476    | 628    | -152   | 18     |
| 13   | Auckland Warriors             | 26         | 8          | 2          | 16         | 426    | 662    | -236   | 18     |
| 14   | North Queensland Cowboys      | 26         | 7          | 0          | 19         | 436    | 612    | -176   | 12     |

|  | Postemporada. |

### Postemporada

#### Finales de clasificación
| 4 de agosto | Canberra Raiders | 34 - 16 | Penrith Panthers |  |  |

| 5 de agosto | Newcastle Knights | 30 - 16 | Melbourne Storm |  |  |

| 5 de agosto | Sydney Roosters | 8 - 32 | Parramatta Eels |  |  |

| 6 de agosto | Brisbane Broncos | 34 - 20 | Cronulla-Sutherland Sharks |  |  |

#### Semifinal
| 12 de agosto | Parramatta Eels | 28 - 10 | Penrith Panthers |  |  |

| 13 de agosto | Canberra Raiders | 10 - 38 | Sydney Roosters |  |  |

#### Finales premilinares
| 19 de agosto | Newcastle Knights | 20 - 26 | Sydney Roosters |  |  |

| 20 de agosto | Brisbane Broncos | 16 - 10 | Parramatta Eels |  |  |

#### Final
| 27 de agosto | Brisbane Broncos | 14 - 6 | Sydney Roosters | ANZ Stadium, Sídney             |  |
|              |                  |        |                 | Asistencia: 94.277 espectadores |  |

| Bandera de Australia     |
| Campeón Brisbane Broncos |
| Cuarto título            |